# Zemitrella finlayi
Zemitrella finlayi är en snäckart som beskrevs av Powell 1933. Zemitrella finlayi ingår i släktet Zemitrella och familjen Columbellidae. Inga underarter finns listade i Catalogue of Life.